# Krzywopłoty (województwo zachodniopomorskie)
Krzywopłoty (niem. Stadtholzkathen) – osada w Polsce położona w województwie zachodniopomorskim, w powiecie białogardzkim, w gminie Karlino. W latach 1975–1998 osada należała do województwa koszalińskiego. W roku 2007 osada liczyła 33 mieszkańców. Miejscowość wchodzi w skład sołectwa Karlinko, jest najniżej położoną miejscowością gminy (16 m n.p.m.).

## Geografia
Osada leży ok. 2,5 km na południowy zachód od Karlinka, przy drodze krajowej nr 6, między Karlinem a Biesiekierzem, w pobliżu rzeki Radwi.

## Gospodarka

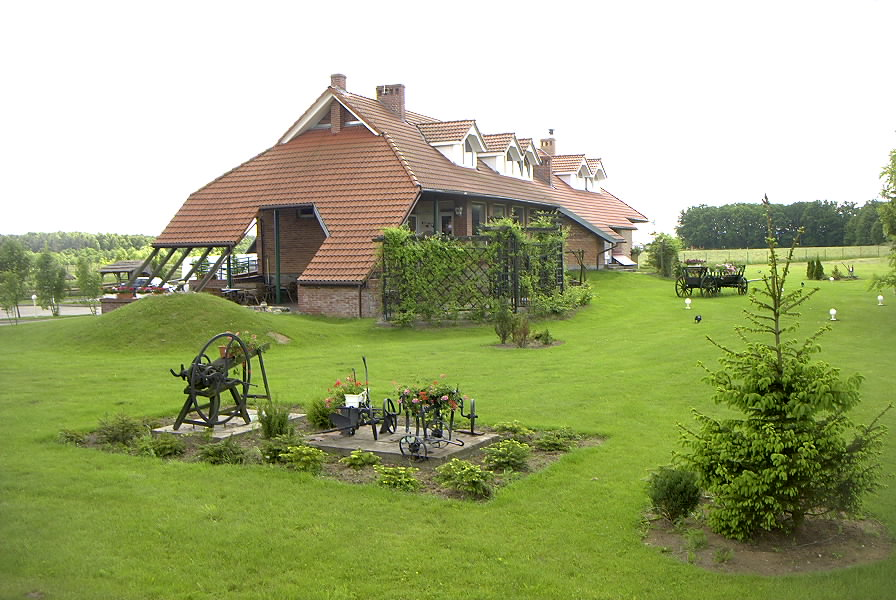
Restauracja w Krzywopłotach

W miejscowości znajduje się wysypisko odpadów komunalnych o powierzchni 11 ha dla trzech gmin: Karlino i Białogard oraz dla miasta Białogard. Wysypisko podzielone jest na 6 kwater z izolacją, którą stanowi geomembrana, zastosowany jest drenaż ścieków, odgazowanie poziome i pionowe, dwa piezometry. Wysypisko spełnia normy ochrony środowiska.
Na zachód od Krzywopłotów znajduje się kompleks podstrefy Karlino – Kostrzyńsko-Słubickiej Specjalnej Strefy Ekonomicznej.
Jest tutaj również hotel, restauracja oraz stacja benzynowa.

## Historia
9 grudnia 1980 r. w godzinach wieczornych w Krzywopłotach doszło do erupcji ropy naftowej, a następnie pożaru. Ugaszono go po 32 dniach, 10 stycznia 1981 roku.